# Вонг, Вера
Вера Эллен Вонг (кит. 王薇薇, пиньинь Wáng Wēiwēi, палл. Ван Вэйвэй; англ. Vera Ellen Wang; род. 27 июня 1949, Нью-Йорк) — американский модельер свадебных платьев, бывшая фигуристка.

## Биография
Вера Эллен Вонг родилась 27 июня 1949 года и выросла в Нью-Йорке. Имеет китайское происхождение. Её родители родились в Шанхае и приехали в Соединённые Штаты в середине 1940-х годов. В отличие от большинства китайских иммигрантов в США, родители Веры были представителями элиты (оба дедушки — китайские генералы, один из которых даже был военным министром в правительстве Чан Кайши). Хотя Вонги ни в чём себе не отказывали, дома Веру не баловали, приучали к упорному труду. Мать Флоренс У работала переводчицей в ООН, а отец Ван Чэнцин (кит. 王澄清, пиньинь Wáng Chéngqīng) владел медицинской компанией по производству специальных препаратов для здоровья. У Вонг есть младший брат, Вонг Кеннет. Окончила школу Чапин в 1967 году, училась в Сорбонне и получила степень в области истории искусства от Sarah Lawrence College. Вонг начала заниматься фигурным катанием в возрасте шести лет. 
Учась в средней школе, она тренировалась в парном катании с партнёром Джеймсом Стюартом, и участвовала в соревнованиях по фигурному катанию в 1968 году в США. Она стала лицом обложки «Sports Illustrated» 9 января 1968. Когда она не попала в олимпийскую команду США, она ушла в индустрию моды. Слова дочери «хочу быть дизайнером» отец Ченг Чинг Вонг, совладелец многомиллионной корпорации US Summit, парировал: «Если действительно хочешь попасть в модную индустрию, докажи это и [для начала] найди себе работу».
Она вышла замуж за Артура Беккера в 1989 году. Когда Беккер сделал ей предложение, она уже многое знала в мире моды и понимала, что если купит платье в магазине, то увидит ещё с десяток таких же. Поэтому она решила создать свадебное платье сама. И не прогадала. После этого к ней стали обращаться все самые известные невесты Америки. Они жили в Манхэттене с двумя дочерьми: Сесилия (1990 г. р.), получила образование в Университете Пенсильвании, и Жозефина (1993 г. р.), которая окончила Гарвардский университет. Беккер был генеральным директором IT-компании под названием NaviSite до августа 2010 года. В июле 2012 года пара объявила о расставании.
27 июня 2022 года Вера Вонг с размахом отпраздновала собственное 73-летие. Она устроила вечеринку в «розовом» цвете, где подавали просекко её собственного бренда. На праздновании была презентована новая линейка Wang Party.

## Карьера
Вера Вонг была старшим редактором моды в Vogue в течение семнадцати лет. В 1987 году она покинула Vogue, уступив место Анне Винтур.
В 1990 году она открыла собственный салон дизайна в отеле Carlyle в Нью-Йорке, где показаны платья невесты её торговой марки.
Вонг изготовила свадебные платья для многих известных деятелей, таких как Челси Клинтон, Каренна Гор Шифф, Иванка Трамп, Кэмпбелл Браун, Алиша Киз, Мэрайа Кери, Виктория Бекхэм, Аврил Лавин, Дженнифер Лопес, Дженнифер Гарнер, Шэрон Стоун, Сара Мишель Геллар, Хилари Дафф, Ума Турман, Холли Хантер, Кейт Хадсон и Ким Кардашьян. Вечернюю одежду Вонг также носила Мишель Обама.
Она разработала костюмы для фигуристов, в том числе для Нэнси Керриган, Мишель Кван и Эвана Лайсачека. Серебряный призёр Нэнси Керриган носила уникальный костюм от Веры Вонг в 1994 году на Олимпийских играх.
За годы, прошедшие с открытия первого салона Vera Wang в 1990-м в нью-йоркском отеле «Карлайл», Вера Вонг завоевала почетное место в списке самых востребованных дизайнеров не только свадебных платьев, но и нарядов для красных дорожек. В её списке клиентов сотни звезд, от Виктории Бекхэм и Джей Ло (которая, правда, так и не надела свое свадебное Vera Wang из-за разорванной помолвки с Беном Аффлеком) до Ким Кардашьян и Арианы Гранде.
Работы Вонг часто упоминаются в популярной культуре. В сериале «Секс в большом городе» Шарлотта Йорк описала свадебное платье Вонг как идеальное свадебное платье. В фильме «Секс в большом городе» свадебные платья Веры Вонг носила Кэрри Брэдшоу в своей фотосессии Vogue. В фильме «Война невест» Энн Хэтэуэй и Кейт Хадсон носили платья на заказ от Веры Вонг. В сериале «Сплетница» одна из главных героинь, Блэр Уолдорф, надела на свадьбу платье от Веры Вонг. В сериале «Месть» персонаж Мэделин Стоу, Виктория Грейсон, повторно вышла замуж за своего бывшего супруга в сером свадебном платье от Веры Вонг.
Вонг расширила свой бренд парфюмерией, украшениями и т. д. 23 октября 2001 года выпущена книга Веры. В июне 2005 года она выиграла конкурс американского совета модельеров в номинации «Женская одежда — Дизайнер года».
В 2009 году Вонг вошла в Зал славы США по фигурному катанию и была удостоена[чего?] за вклад в спорт в качестве художника по костюмам.
Вечернюю одежду от Веры Вонг носят звёзды на события с «красной ковровой дорожкой», в частности Виола Дэвис в 2012 году на вручение «Оскара».
73-летняя легенда моды, известная своим новаторским дизайном свадебных платьев, была увековечена компанией Mattel, их флагманская кукла принимает её образ для выпуска ограниченным тиражом. Mattel удостоила Веру Вонг чести, создав её собственную куклу Барби Vera Wang в рамках серии Tribute Series, которую компания по производству игрушек запустила в 2021 году.

## Фильмография

### Фильмы
- Первая дочь (2004), камео
- Сентябрьский номер (2009), камео
- Бергдорф Гудман: Больше века на вершине модного олимпа (2013), камео
- Structure (Short) (2013), executive producer

### Телевидение
- Сплетница / Gossip Girl (2012) — в роли самой себя
- Семейство Кардашян (2011), камео
- Дурнушка (2007), камео
- Шоу Опры Уинфри (2007—2010), камео